# Dekanat Moray
Dekanat Moray – jeden z 5 dekanatów rzymskokatolickiej diecezji Aberdeen w Szkocji. 
Według stanu na październik 2016 w skład dekanatu wchodziło 13 parafii rzymskokatolickich. 

## Lista parafii
Źródło:
| Lp. | Miejscowość | Parafia                                                               | Grafika | Kościół                                                                            | Adres                                  |
| --- | ----------- | --------------------------------------------------------------------- | ------- | ---------------------------------------------------------------------------------- | -------------------------------------- |
| 1   | Aberlour    | Parafia Najświętszego Serca Jezusowego                                |         | Kościół Najświętszego Serca Jezusowego w Aberlour                                  | Chapel Terrace AB38 9LL Aberlour       |
| 2   | Buckie      | Parafia św. Piotra Apostoła                                           |         | Kościół św. Piotra Apostoła w Buckie                                               | St Andrew’s Square AB56 1BU Buckie     |
| 3   | Chapeltown  | Parafia Najświętszej Maryi Panny Wspomożenia Wiernych                 |         | Kościół Najświętszej Maryi Panny Wspomożenia Wiernych w Chapeltown                 | Braes of Glenlivet AB37 9JS Chapeltown |
| 4   | Dufftown    | Parafia Wniebowzięcia Najświętszej Maryi Panny                        |         | Kościół Wniebowzięcia Najświętszej Maryi Panny w Dufftown                          | Fife Street AB55 4AP Dufftown          |
| 5   | Elgin       | Parafia św. Sylwestra                                                 |         | Kościół św. Sylwestra w Elgin                                                      | Institution Road IV30 1QT Elgin        |
| 6   | Fochabers   | Parafia Najświętszej Maryi Panny                                      |         | Kościół Najświętszej Maryi Panny w Fochabers                                       | 22 South Street IV32 7ED Fochabers     |
| 7   | Forres      | Parafia św. Małgorzaty                                                |         | Kościół św. Małgorzaty w Forres                                                    | High Street IV36 1BU Forres            |
| 8   | Keith       | Parafia św. Tomasza                                                   |         | Kościół św. Tomasza w Keith                                                        | Chapel Street AB55 5AL Keith           |
| 9   | Lossiemouth | Parafia św. Kolumby                                                   |         | Kościół św. Kolumby w Lossiemouth                                                  | Union Street IV31 6BD Lossiemouth      |
| 10  | Pluscarden  | Opactwo Najświętszej Maryi Panny, św. Jana Chrzciciela i św. Andrzeja |         | Kościół Najświętszej Maryi Panny, św. Jana Chrzciciela i św. Andrzeja w Pluscarden | IV30 8UA Pluscarden                    |
| 11  | Preshome    | Parafia św. Grzegorza                                                 |         | Kościół św. Grzegorza w Preshome                                                   | Enzie AB56 5EP Preshome                |
| 12  | Tomintoul   | Parafia Najświętszej Maryi Panny i św. Michała                        |         | Kościół Najświętszej Maryi Panny i św. Michała w Tomintoul                         | Main Street AB37 9EX Tomintoul         |
| 13  | Tynet       | Parafia św. Niniana                                                   |         | Kościół św. Niniana w Tynet                                                        | AB56 5HH Tynet                         |